# Janez Okorn
Janez Okorn, slovenski pesnik, * 13. november 1901, Zgornja Luša, † 27. februar 1925, Ljubljana.

## Življenjepis
Ljudsko šolo je obiskoval v Škofji Loki, gimnazijo pa v Kranju, kjer je leta 1921 z odličnim uspehom maturiral. Študiral je teologijo. Zanimal se je za misijonska vprašanja. Bil je šibkega zdravja. V četrtem letniku študija je umrl za jetiko.
Med letoma 1921 in 1923 je v Mentorju objavil nekaj balad in več pesmi v prozi. Pisal je tudi literarne glose, aforizme in skice iz svetovnega slovstva. V pesmih je opisoval zlasti Rusijo in krščanski vzhod.
Bil je pripadnik modernega katoliškega gibanja. Sodeloval je pri publikacijah Križ na gori in Mladost. Objavljal je tudi pod psevdonimom Jože Strehar.